# Crisia hamifera
Crisia hamifera är en mossdjursart som beskrevs av Levinsen 1912. Crisia hamifera ingår i släktet Crisia och familjen Crisiidae. Inga underarter finns listade i Catalogue of Life.